# Used & Abused... In Live We Trust
Used & Abused... In Live We Trust är ett musikvideoalbum från 2005 med melodisk death metal-bandet In Flames från Göteborg. Albumet gavs ut av Nuclear Blast och består av två DVD-skivor. En begränsad utgåva innehåller även 2 CD-skivor. 

## DVD 1

### Live på Hammersmith
1. Pinball map
2. System
3. Fuckin' hostile / behind space
4. Cloud connected
5. In search for I
6. The quiet place
7. Trigger
8. Touch of red
9. My sweet shadow

### Live på Sticky Fingers
1. F(r)iend
2. The quiet place
3. Dead alone
4. Touch of red
5. Like you better dead
6. My sweet shadow
7. Evil in a closet
8. In search for I
9. Borders and shading
10. Superhero of the computer rage
11. Dial 595 - escape
12. Bottled
13. Behind space
14. Artifacts of the black rain
15. Moonshield
16. Food for the gods
17. Jotun
18. Embody the invisible
19. Colony
20. Pinball map
21. Only for the weak
22. Trigger
23. Cloud connected

### Soundtrack Tour 2004
1. Only for the weak
2. Clayman

### Gömd bonusvideo
1. "Episode 666" (Live på Sticky Fingers): För att kunna se detta gömda spår måste man hoppa över nästa avsnitt när man ser "Clayman" från "Soundtrack Tour 2004", eller hoppa till "Title 4, Chapter 1".

## DVD 2

### Live i Madrid
1. "System"

### Live i Australia/Japan
1. "Dial 595 - Escape"

### Musikvideor
1. The quiet place
2. Touch of red
3. My sweet shadow
4. Friend
5. System
6. Dial 595 - Escape

### Soundcheck
1. Dial 595 - escape
2. Touch of red

### Jester TV Universal Access
1. In Flames behind the stage